# Struble
Struble és una població dels Estats Units a l'estat d'Iowa. Segons el cens del 2000 tenia 85 habitants.

## Demografia
Segons el cens del 2000, Struble tenia 85 habitants, 33 habitatges, i 20 famílies. La densitat de població era de 205,1 habitants/km².
Dels 33 habitatges en un 39,4% hi vivien nens de menys de 18 anys, en un 51,5% hi vivien parelles casades, en un 6,1% dones solteres, i en un 36,4% no eren unitats familiars. En el 36,4% dels habitatges hi vivien persones soles el 6,1% de les quals corresponia a persones de 65 anys o més que vivien soles. El nombre mitjà de persones vivint en cada habitatge era de 2,58 i el nombre mitjà de persones que vivien en cada família era de 3,48.
Per edats la població es repartia de la següent manera: un 36,5% tenia menys de 18 anys, un 1,2% entre 18 i 24, un 36,5% entre 25 i 44, un 15,3% de 45 a 60 i un 10,6% 65 anys o més.
L'edat mediana era de 36 anys. Per cada 100 dones de 18 o més anys hi havia 107,7 homes.
La renda mediana per habitatge era de 37.813 $ i la renda mediana per família de 45.833 $. Els homes tenien una renda mediana de 26.875 $ mentre que les dones 21.042 $. La renda per capita de la població era de 16.423 $. Cap de les famílies estaven per davall del llindar de pobresa.

## Poblacions més properes
El següent diagrama mostra les poblacions més properes.